# Now & Forever: The Hits
| Оценки критиков | Оценки критиков |
| Источник        | Оценка          |
| --------------- | --------------- |
| Allmusic        | [ 1 ]           |

Now & Forever: The Hits — сборный альбом американской женской хип-хоп и ритм-н-блюзовой группы TLC, составленный из лучших их хитов, вышедший 30 сентября 2003 года на лейблах Arista и LaFace. Продюсерами были Родни «Darkchild» Джеркинс, Даллас Остин, Бэйбифейс, Эл Эй Рейд, The Neptunes и другие.

## Об альбоме
Альбом стал первым сборником лучших песен группы с их ранних альбомов, включая такие как Ooooooohhh... On the TLC Tip (1992), CrazySexyCool (1994), FanMail (1999) и 3D (2002) и получил положительные отзывы музыкальных критиков. Диск дебютировал на позиции № 53 в американском хит-параде Billboard 200 с тиражом 26,000 копий в первую неделю релиза. Также он занял позицию № 22 в хип-хоп чарте Top R&B/Hip-Hop Albums. В мире было продано более 800 000 копий альбома

## Список композиций
Стандартное издание
1. «Ain't 2 Proud 2 Beg» («US 7» mix) — 5:08 с альбома Ooooooohhh... On the TLC Tip
2. «What About Your Friends» (radio edit with rap) — 4:37 с альбома Ooooooohhh… On the TLC Tip
3. «Hat 2 da Back» (radio mix) — 5:14 с альбома Ooooooohhh… On the TLC Tip
4. «Get It Up» (radio edit) — 4:20 с альбома Poetic Justice
5. «Baby-Baby-Baby» (radio edit) — 5:58 с альбома Ooooooohhh… On the TLC Tip
6. «Creep» — 4:36 с альбома CrazySexyCool
7. «Red Light Special» (radio edit) — 5:17 с альбома CrazySexyCool
8. «Waterfalls» (single edit) — 5:18 с альбома CrazySexyCool
9. «Diggin' on You» — 5:14 с альбома CrazySexyCool
10. «Kick Your Game» — 4:18 с альбома CrazySexyCool
11. «Silly Ho» (edited version) — 4:25 с альбома FanMail
12. «No Scrubs» (main mix with dirty rap) — 4:39 с альбома FanMail
13. «Unpretty» (radio edit) — 5:00 с альбома FanMail
14. «Come Get Some»* (при участии Lil' Jon & Sean Paul)* — 4:29 ранее не издававшийся
15. «Girl Talk» (new mix) — 3:55 с альбома 3D
16. «Damaged» (new mix) — 4:12 с альбома 3D
17. «Whoop De Woo»* — 3:52 ранее не издававшийся
18. «In Your Arms Tonight» — 4:40 с альбома 3D
19. «Turntable» — 3:35 с альбома 3D
20. «I Bet» (при участии O'so Krispie)^ — 3:33 Digital Download/Bonus Track

## Позиции в чартах

### Еженедельные чарты
| Чарт (2003)                               | Высшая позиция |
| ----------------------------------------- | -------------- |
| Новая Зеландия New Zealand Albums (RIANZ) | 33             |
| Великобритания UK Albums (OCC)            | 86             |
| США US Billboard 200                      | 53             |
| США US Top R&B/Hip-Hop Albums (Billboard) | 22             |